# William Warde Fowler
William Warde Fowler (* 16. Mai 1847 in Langford Budville, Somerset; † 15. Juni 1921 in Kingham, Oxfordshire) war ein britischer Althistoriker.

## Leben
Fowler besuchte das Marlborough College und studierte Klassische Philologie am Lincoln College der Universität Oxford, an dem er 1870 den Abschluss als Bester in literae humaniores machte. 1872 wurde er Fellow des Lincoln College. 1884 bis 1904 war er Sub-Rektor des College unter William Walter Merry. 1909/10 war er Gifford Lecturer an der Universität Edinburgh.
Er ist besonders für sein Buch Roman Festivals in the Period of the Republic und andere Werke über römische Religion und römische Geschichte bekannt. Als Altphilologe befasste er sich mit Vergil und veröffentlichte Teilübersetzungen der Aeneis.
Fowler war auch als Amateur-Ornithologe tätig. Julian Huxley verglich sein Kingham Old and New mit der Natural History of Selborne von Gilbert White (die Fowler 1901 auch neu herausgab). Er veröffentlichte in The Zoologist, zum Beispiel 1906 seine langjährigen Beobachtungen des Sumpfrohrsängers.

## Schriften (Auswahl)
Althistorische Schriften
- Julius Caesar and the foundation of the Roman imperial system, New York: Putnam 1892, Archive
- The city-state of the Greeks and Romans; a survey, introductory to the study of ancient history, Macmillan 1893, Archive
- Study of a Typical Mediaeval Village, The Quarterly Journal of Economics, Band 9, 1895, S. 151–174
- Roman Festivals of the period of the Republic, Macmillan 1899, Archive
- The religious experience of the Roman people: from the earliest times to the age of Augustus, London: Macmillan 1911 (Gifford Lectures), Archive
- Social life at Rome in the age of Cicero, London: Macmillan 1909, Archive
- Rome, New York: Henry Holt 1912, Archive
- Roman ideas of deity in the last century before the Christian era, Macmillan 1914, Archive
- Roman Essays and Interpretations, Clarendon Press, Oxford 1920, Archive
- Essays in Brief for War Time 1916

Ornithologische und naturwissenschaftliche Schriften
- A year with the birds, 1886 (anonym erschienen), Archive
- Tales of the Birds 1888
- Summer studies of birds and books 1895
- More Tales of the Birds, Macmillan 1902, Archive
- Kingham Old and New. Studies in a rural parish, Oxford, Blackwell 1913, Archive